# Яцик Юлія Григорівна
Яцик Юлія Григорівна (нар. 14 серпня 1979, Василівка, Запорізька область, УРСР) — український юрист. Керівниця «Адвокатської компанії Юлії Яцик». Народний депутат України 9-го скликання.

## Життєпис

### Освіта
Отримала кваліфікацію спеціаліста з міжнародної економіки та господарського і корпоративного права (Європейський університет фінансів, інформаційних систем, менеджменту та бізнесу), а також кваліфікацію спеціаліста з кримінального права (Запорізький юридичний інститут МВС України).

### Трудова діяльність
2002—2006 роки — на державній службі. Працювала в Головному управлінні Державної інспекції з контролю за цінами в Запорізькій області.
2006—2008 роки — директор юридичного департаменту ЗАТ «ІТЦ „АТП“».
2008—2011 роки — заступник голови правління з правових питань ВАТ «НДІ „Перетворювач“».
У 2011—2018 роках — генеральний директор ТОВ «Юридична фірма „Діксі“».

## Політика
2012 — на виборах до Верховної Ради — кандидат у народні депутати від Радикальної партії Олега Ляшка (№ 28 у списку). На час виборів: генеральний директор ТОВ «Юридична фірма „Діксі“», член Радикальної партії.
2019 року обрана народним депутатом від владної партії «Слуга народу» (в.о. № 79, Енергодар, Василівський, Великобілозерський, Кам'янсько-Дніпровський райони, частина Оріхівського району). Член Комітету з питань правоохоронної діяльності, голова підкомітету з питань кримінального процесуального законодавства та оперативно-розшукової діяльності.
Голосувала за проєкт постанови № 0901-П «Про скасування рішення ВРУ від 16.01.2020 про прийняття […] закону України проєкту Закону України „Про повну загальну середню освіту“», який не передбачає існування російськомовних шкіл.
Помічник на платній основі — Микола Духонченко, її бізнес-партнер та фігурант кримінальної справи про хабарництво й наркотики. 2019 року його було затримано на одержанні хабаря за нерозслідування справи про збут наркотиків, суд визнав його винним.
19 липня 2024 року вийшла зі складу «Слуги народу».

## Статки
У червні Яцик придбала квартиру в Запоріжжі за 600 тисяч гривень, та внесла зміни до своєї річної е-декларації за 2020 рік, де вказала більш реальну вартість нерухомості, якою володіла минулого року. Так, Яцик у зміненій е-декларації написала, що за останньою оцінкою її попередня квартира у Запоріжжі на 57 м² коштувала не 149,9 тисячі гривень, як вона вказувала вперше, а 245 тисяч гривень, а нежитлове приміщення на 37 м² у Запоріжжі оцінювалося у 84 тисячі гривень (раніше не була вказана його вартість)[джерело?].